# Pierre Reverdy
Pierre Reverdy, född 13 september 1889 i Narbonne, död 17 juni 1960 i Solesmes, var en fransk modernistpoet nära förbunden med kubism och betraktad som föregångare till surrealismen. Han var även essäist kring litteratur och bildkonst, liksom romanförfattare och novellist. På svenska är han sedan långt tillbaka representerad i flera diktantologier, första gången i Gunnar Ekelöfs Hundra år modern fransk dikt (1934). Sedan 2018 finns även en hel diktsamling i tolkning av Torkel Rasmusson. Den heter Skifferplattorna på taket och utgavs första gången hundra år tidigare, år 1918.

## Verksamhet
Pierre Reverdy härstammade från en släkt av bildhuggare, men hans far var vinodlare. Efter studier i Toulouse kom han 21 år gammal till Paris i oktober 1910. Där, i det berömda Bateau-Lavoir i  Montmartre lärde han känna kubistiska målare som Juan Gris, Pablo Picasso, Georges Braque och Henri Matisse, liksom poeter inriktade på litterär förändring som Guillaume Apollinaire, Blaise Cendrars, Jean Cocteau och Max Jacob. I sexton år, fram till 1926, sägs han ha levt enbart för sitt skrivande. Dessa år inföll också under de år då surrealismen tog fart, delvis inspirerad av Reverdy. Louis Aragon ansåg att han var "en förebild som poet" för Breton, Soupault, Éluard och Aragon själv. Även Pierre Reverdys prosaarbete Maison hantee från 1928 var så uppskattat av André Breton att det fanns med på en lista med tio verk som han skulle ta med till en öde ö.
Reverdy debuterade 1915 med en samling prosadikter, Poèmes en prose, illustrerad av Juan Gris och utgiven på eget förlag i 100 handbundna exemplar. Tillsammans med Max Jacob, Vicente Huidobro och Guillaume Apollinaire grundade Reverdy 15 mars 1917 den inflytelserika tidskriften Nord-Sud, vilken utgavs i 16 nummer fram till 15 oktober 1918.  Namnet var hämtat från en metrostation i Paris och ville påminna om den på ytan osynliga, underjordiska förbindelsen som sedan 1910 fanns mellan stadsdelarna Montmartre och Montparnasse. 
I mars 1918 publicerade Reverdy en artikel om poesins bildspråk i Nord-Sud, vilken André Breton senare skulle citera i Surrealismens manifest (1924).  Reverdy skrev bland annat: 
| ”                                                                                          | Bilden är en ren skapelse av anden. Den föds inte ur någon jämförelse, utan genom närmandet av två mer eller mindre avlägsna verkligheter. Ju avlägsnare och riktigare sambanden mellan de två närmade verkligheterna är, desto starkare är bilden - desto större dess känslomässiga styrka, dess poetiska realitet... | „ |
| Surrealismens manifest (1924), i "Surrealismens manifest" (2011), s. 41, övers. Lars Fyhr. | |   |

Denna teoretiska utläggning om poesin skulle kunna uppfattas som en beskrivning av metaforik, men är snarare ett försök att överföra de kubistiska målarnas formspråk till poesin, där simultana scener och olika vinklar brukar läggas intill varandra i samma bild. I följande poetiska exempel förekommer inga metaforer. Olika vardagsscener - eller "verkligheter" - liksom vardagliga repliker som den om "miraklernas tid" - närmar sig i stället varandra och ger varandra mening. Scenväxlingarna kan påminna om filmspråkets klippteknik och snabba förflyttningar.
| ”                | Världens största fält är bak och fram Och djur springer omkring där De vill inte se vad som försiggår De gamla miraklernas tid är förbi I den mörka natt där vi rör oss Däruppe står en barhuvad man Solen stöder sej på hans huvud När han inte längre syns börjar festen Midnatt I spetsen går en man och de andra följer efter Där är Seine Och över vattnet hör man klappret av steg Resten försiggår på nattens restauranger | „ |
| – Pierre Reverdy | |   |

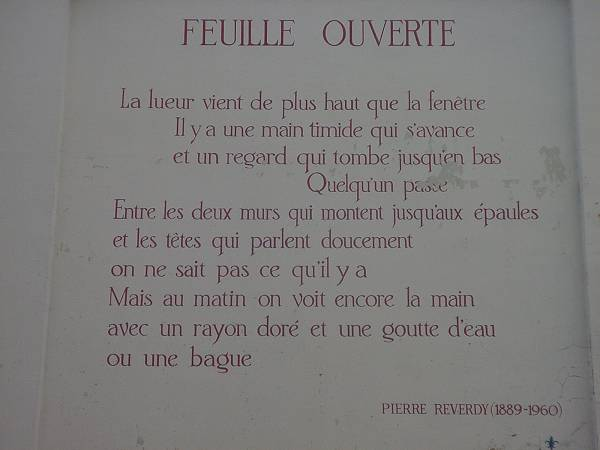
Dikten Feuille ouverte målad på en husvägg i Leiden.

Inbunden till sin karaktär började Reverdy dra sig undan från de konstnärskretsar som han hade tillhört alltsedan ankomsten till Paris. År 1926, vid 37 års ålder, och som en följd av en kärleksaffär med Coco Chanel, lämnade han Paris, konverterade till katolicismen och bosatte sig tillsammans med sin fru Henriette i den lilla byn Solesmes. Här blev han sedan kvar fram till sin död 1960. Under tiden skrev han flera samlingar, som till exempel Sources du vent, Ferraille och Le Chant des morts. Dessutom offentliggjorde Reverdy två volymer med reflektioner kring litteratur i allmänhet och poesi i synnerhet, ofta i form av aforismer, En vrac och Le Livre de mon bord.
1994 förärades Reverdys dikt Feuille ouverte en plats som väggdikt på Haven 3A i den holländska staden Leiden.

## Lovord
Ett glas papayajuice

och tillbaka till arbetet. Jag har mitt hjärta

i fickan, det är Poems av Pierre Reverdy.

-- Frank O'Hara 

Reverdys besynnerliga landskap kombinerar en intensiv inåtvändhet med allt rikare sinnliga detaljer. De kännetecknas av ett pågående sökande efter en omöjlig helhet. Närapå mystiska till sin verkan är hans dikter inte desto mindre förankrade in i minsta detalj hos en vardaglig värld. I deras stillsamma, emellanåt entoniga musik, tycks poeten dunsta och försvinna bort från det hemsökta land han skapat. Resultatet är på samma gång vackert och oroväckande som om Reverdy hade tömt diktens rum för att ge plats åt läsaren.
  
--Paul Auster 

## Verk

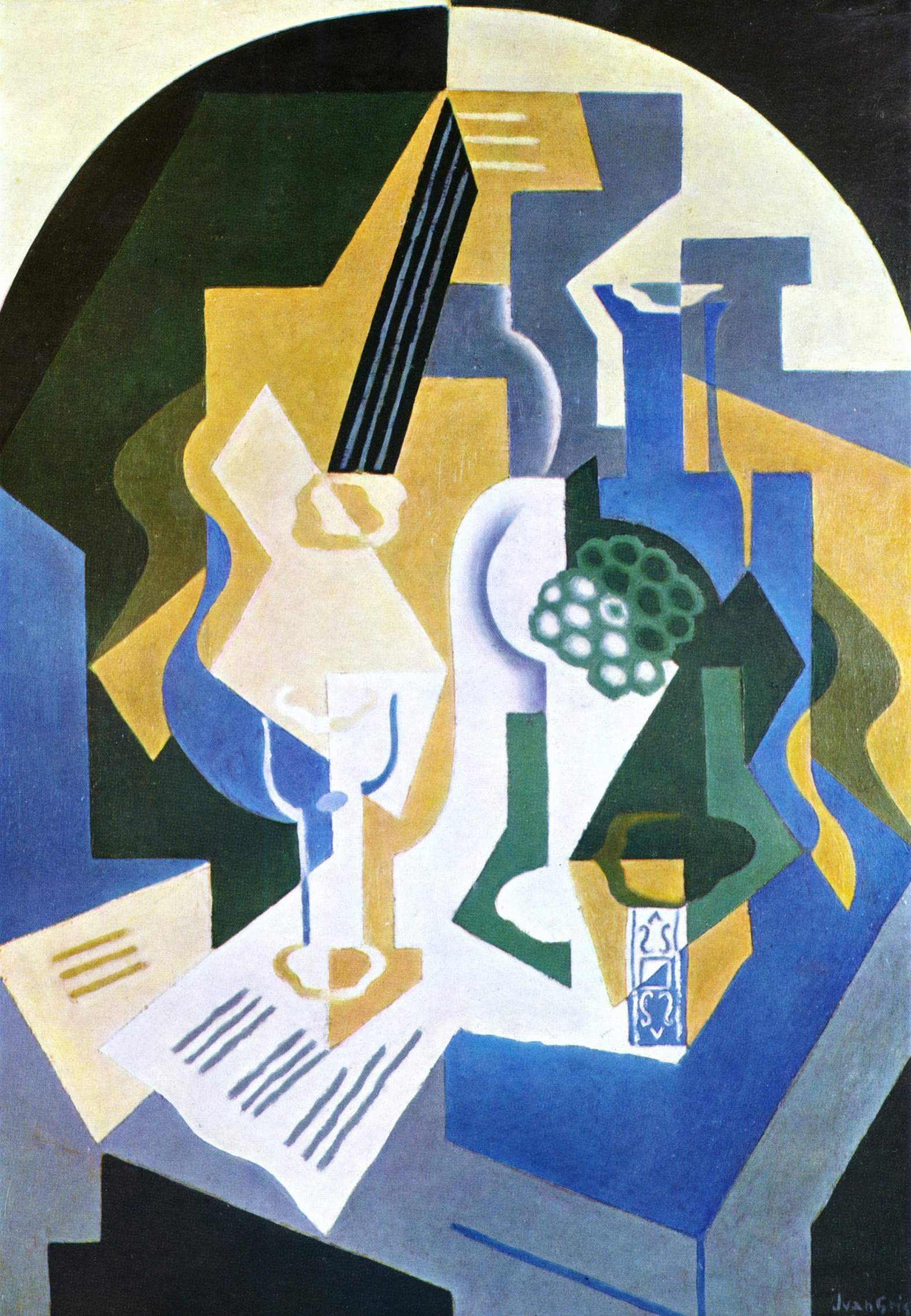
Stilleben (1919) av Juan Gris.

### Poésies
- Poèmes en prose (Paris, Imprimerie Birault, Paris, 1915)
  - Prose Poems, engelsk tolkning av Ron Padgett (New York: Black Square Editions, 2007)
- La Lucarne ovale (Birault, 1916)
  - Det ovale tagvindue, en fullständig dansk tolkning av Peter Laugesen (Forlaget Bebop, 2011) ISBN 8779734618
- Quelques poèmes (Birault, 1916)
- Les Ardoises du toit, med två teckningar av Georges Braque (Birault, 1918)
  - Skifferplattorna på taket, en fullständig svensk tolkning av Torkel Rasmusson (Ellerströms, 2018)
- Les Jockeys camouflés et période hors-texte, med fem teckningar av Henri Matisse (Imprimerie F. Bernouard, 1918)
- La Guitare endormie,  med fyra teckningar av Juan Gris (Imprimerie Birault, 1919)
- Étoiles peintes, med en etsning av André Derain (Sagittaire, Paris, 1921).
- Cœur de chêne, (Éditions de la Galerie Simon, 1921)
- Cravates de chanvre, med tre etsningar av Pablo Picasso (Éditions Nord-Sud, 1922)
- Les Épaves du ciel (Gallimard, 1924)
- Écumes de la mer, med ett porträtt av författaren av Picasso (Gallimard, 1925)
- Grande nature (Les Cahiers libres, Paris, 1925)
- La Balle au bond, med ett porträtt av författaren av Amedeo Modigliani (Les Cahiers du Sud, Marseille, 1928)
- Sources du vent, med ett porträtt av författaren av Picasso (Maurice Sachs éditeur, 1929)
- Flaques de verre (Gallimard, 1929)
- Pierres blanches, med ett porträtt av författaren av Marc Chagall (Éditions d'art Jordy, Carcassonne, 1930)
- Ferraille (Bruxelles, 1937)
- Plein verre (Nice, 1940)
- Visages, med fjorton litografier av Henri Matisse (Paris, Éditions du Chêne, Paris, 1946)
- Le Chant des morts, med litografier av Picasso (Tériade éditeur, 1948)
  - Der Gesang der Toten, en tyskspråkig översättning av Johannes Strugalla (Despalles éditions Paris & Mainz, 2011)
- Tombeau vivant och Dulce et decorum est pro patria mori, i Tombeau de Jean-Sébastien Galanis (Imprimé par Daragnès, Paris, 1949)
- Cercle doré, en chanson med en litografi av Georges Braque (Mourlot, 1953)
- Au soleil du plafond, med elva litografier av Juan Gris (Tériade éditeur, 1955)
- La Liberté des mers, illustrerad av Georges Braque (Éditions Maeght, 1959)
- À René Char, brevdikt tryckt i fyra exemplar med teckning av Georges Braque (Alès, P. A. Benoît, 1962)
- Sable mouvant, med tio akvareller av Picasso (L. Broder éditeur, Paris, 1966)

### Samlingsvolymer
- Plupart du temps, poèmes 1915-1922, en samlingsvolym vilken innehåller Poèmes en prose, Quelques poèmes, La Lucarne ovale, Les Ardoises du toit, Les Jockeys camouflés, La Guitare endormie, Étoiles peintes, Cœur de chêne et Cravates de chanvre (Gallimard, 1945, utan några illustrationer, återutgiven 1969 i serien « Poésie »)
  - Die meiste Zeit, en tyskspråkig översättning av Dieter Schöneborn (Universität Siegen, 1990)
- Main d'œuvre, poèmes 1913-1949, en samlingsvolym vilken innehåller Grande nature, La Balle au bond, Sources du vent, Pierres blanches, Ferraille, Plein verre och Le Chant des morts med tillägg av de tidigare opublicerade Cale sèche (1913-15) och Bois vert (1946-49), (Mercure de France, 1949)

### Romans et contes
- Le Voleur de Talan, roman (Imprimerie Rullière, Avignon, 1917)
- La Peau de l'homme, roman (Gallimard, Paris, 1926)
- Risques et périls, contes 1915-1928 (Gallimard, Paris, 1930)
  - Innehåller berättelsen Maison hantee, översatt till engelska av John Ashbery under titeln Haunted House (Black Square Editions, 2007; lintott press, 2015)

### Essais
- Nord-Sud (1917-18), samtliga nummer av tidskriften i nytryck 1980.
- Self defence (Birault, 1919)
- Pablo Picasso et son œuvre (i Pablo Picasso, Gallimard, 1924)
- Le Gant de crin, notes (Plon, 1927)
- Préface, till Déluges av Georges Herment (José Corti, 1937).
- Préface, till Souspente av Antoine Tudal (Paris, Éditions R.J. Godet, 1945)
- Le Livre de mon bord, notes 1930-1936 (Mercure de France, 1948)
- Une aventure méthodique, essai sur Braque (Paris, Mourlot, 1950)
- En vrac, notes (Monaco, Éditions du Rocher, 1956)

### Svenska
På svenska finns sedan 2018 hela diktsamlingen Les Ardoises du toit från 1918. Den heter Skifferplattorna på taket, i tolkning av Torkel Rasmusson. Flera framstående svenska poeter har för övrigt publicerat tolkningar av enstaka dikter i många antologier, poeter som Gunnar Ekelöf, Erik Lindegren, Erik Blomberg, Johannes Edfelt, Gunnar Harding och Göran Sonnevi.

#### Antologier
- Erik Blomberg: Franska prosadikter (1950)
- Gunnar Ekelöf: Hundra år modern fransk dikt (1934)
- Gunnar Harding: Fransk poesi 1910-1970 (1973)
  - Är vi långt från Montmartre? (FIB:s Lyrikklubb, 1995)
- Erik Lindegren och Ilmar Laaban: 19 moderna franska poeter (1948)
- Göran Sonnevi: Framför ordens väggar (1992)

### Engelska (urval)
- Pierre Reverdy: Selected Poems, övers. Kenneth Rexroth (New Directions, 1969)
- Roof Slates and Other Poems of Pierre Reverdy, övers. Mary Ann Caws & Patricia Ann Terry (Northeastern Univ. Press, 1981)
- Selected Poems by Pierre Reverdy, urval och övers. Timothy Bent och Germaine Brée (Wake Forest Univ. Press / Bloodaxe (UK), 1991)
- Haunted House (berättelse), övers. John Ashbery (Black Square Editions, 2007; ny utgåva på lintott press, 2015)
- Prose Poems, Reverdys debutsamling i sin helhet, övers. Ron Padgett (Black Square Editions, 2007)
- Poems Early to Late, övers. Mary Ann Caws & Patricia Terry (Black Widow Press, 2015)

### Fotnoter
1. ↑  Centre international de poésie Marseille, cipM poet ID: 1152, läst: 5 november 2020.[källa från Wikidata]
2. ↑  Hal Vauhan (2011)
3. ↑  Bloodaxe Books: Title Page > Pierre Reverdy: Selected Poems Arkiverad 27 maj 2011 hämtat från the Wayback Machine.
4. ↑  John Ashbery i introduktionen till sin engelskspråkiga översättning Haunted House (Black Square Editions, 2007; lintott press, 2015).
5. ↑  Ur dikten Paris-Noël, första gången tryckt i samlingsvolymen Plupart du temps (1945), där diktens tillkomsttid angavs till 1916. På svenska heter dikten Jul Paris i översättning av Colette Palm-Jensen (g. Marti) och Gunnar Harding. Fransk poesi 1910-1970 (FIBs Lyrikklubb/Tiden, 1973)
6. ↑  Översättning av dikten Feuille ouverte till bland annat engelska. Arkiverad 13 december 2011 hämtat från the Wayback Machine. muurgedichten.nl
7. ↑  Ur dkten Bara ett steg från dem, övers. Gunnar Harding, i: Frank O'Hara: Till minne av mina känslor (Bra Lyrik, 1988); dikten ursprungligen från Lunch Poems (City Lights, 1964). För originaldikten, se: A Step Away From Them - A poem by Frank O'Hara - American Poems
8. ↑  "Reverdy's strange landscapes, which combine an intense inwardness with a proliferation of sensual data, bear in them the signs of a continual search for an impossible totality. Almost mystical in their effect, his poems are nevertheless anchored in the minutiae of the everyday world; in their quiet, at times monotone music, the poet seems to evaporate, to vanish into the haunted country he has created. The result is at once beautiful and disquieting as if Reverdy had emptied the space of the poem in order to let the reader inhabit it" Bloodaxe Books: Title Page > Pierre Reverdy: Selected Poems Arkiverad 27 maj 2011 hämtat från the Wayback Machine.